# HD39575
HD39575 — хімічно пекулярна зоря спектрального класу A0, що має видиму зоряну величину в смузі V приблизно  7,9.
Вона  розташована на відстані близько 888,7 світлових років від Сонця.

## Фізичні характеристики
Телескоп Гіппаркос зареєстрував фотометричну змінність  даної зорі з періодом    3,10 доби в межах від  Hmin= 7,88 до  Hmax= 7,82.

## Пекулярний хімічний вміст
Зоряна атмосфера HD39575 має підвищений вміст 
Si
.